# ديريك ماكورماك (كاتب)
ديريك ماكورماك (بالإنجليزية: Derek McCormack)‏ (20 يونيو 1969)؛ روائي كندي.